# Fenestella
Fenestella is een uitgestorven geslacht van mosdiertjes, dat leefde van het Siluur tot het Perm.

## Beschrijving
Deze rechtopstaande, netvormige kolonie van vliescelpoliepen was samengesteld uit ijle, regelmatig geordende vertakkingen. Deze waren onderling samengevoegd door middel van dwarsschotten. Elke tak bevatte twee rijen zooëcia, waarvan de openingen zich aan een zijde van de vlakke, geplooide of kegelvormige kolonies bevonden. Er bevonden zich geen zooëcia op de schotjes. Aan de voet van de kolonie bevonden zich weleens doorns, soms voorzien van zijstekels. Fenestella wekte zijn eigen waterstroom op, die via de gaatjes de kolonie in een vaste richting doorstroomde. De normale hoogte van de kolonie bedroeg ± 5 cm.